# هيو كيلي
هيو كيلي (بالإنجليزية: Hugh Kelly)‏ (17 أغسطس 1919 في المملكة المتحدة - 30 سبتمبر 1977 ببلفاست في المملكة المتحدة) هو لاعب كرة قدم بريطاني (وحمل سابقاً جنسية المملكة المتحدة لبريطانيا العظمى وأيرلندا) في مركز حراسة المرمى. شارك مع منتخب أيرلندا لكرة القدم. أما مع النوادي، فقد لعب مع غلينافون ونادي إكزتر سيتي ونادي ساوثهامبتون ونادي فولهام وBelfast Celtic F.C. ‏ ونادي ويموث.

## وصلات خارجية
- هيو كيلي على موقع قاعدة بيانات كرة القدم.إي يو (الإنجليزية)